# Margaret (måne)
Margaret är den enda prograda irreguljära månen till Uranus. Den upptäcktes av et al. år 2003 och fick den tillfälliga beteckningen S/2003 U 3. Den är också betecknad Uranus XXIII.
Den är uppkallad efter en hjältetjänare i William Shakespeares pjäs Mycket väsen för ingenting.

## Bana

Irreguljära månar till Uranus.

Som tidigare nämnt är Margaret den enda prograda irreguljära månen till Uranus. Diagrammet visar banparametrarna av Margaret, unika bland de irreguljära månarna till Uranus, med lutning på den vertikala axeln och banexcentricitet som representeras av segment som sträcker sig från pericentrum till apocentrum.
Margarets lutning är ungefär 57°, vilket ligger nära stabilitetsgränsen. De mellanliggande inklinationerna 60 < i < 140 saknar kända månar grund av Kozaiinstabilitet. I denna instabilitetsregion orsakar solära perturbationer på apoapsis att månar i denna region förvärvar stora excentriciteter som leder till kollisioner eller utstötning över 10 miljoner till en miljard år. Margarets periapsisprecessionsperiod (Pw) är nästan 1,6 miljoner år lång.
Under år 2008 var Margarets aktuella excentricitet 0,7979. Detta gör temporärt Margaret till månen i solsystemet med den mest excentriska banan. Dock är Nereids medelexcentricitet större.